# Lancia Delta (836)
Der Lancia Delta der Baureihe 836 (auch: Delta II und Nuova Delta, Eigenschreibweise: Lancia δ) ist eine Kompaktlimousine der italienischen Automarke Lancia, die von 1993 bis 1999 produziert wurde. Das Modell löste die 1979 eingeführte erste, im Motorsport sehr erfolgreiche Generation des Delta ab. Der als drei- und fünftürige Kombilimousine angebotene Wagen basiert auf Fiats Tipo-Due-Plattform und ist unter anderem mit dem Fiat Tipo und dem Alfa Romeo 145/146 verwandt.

## Entstehungsgeschichte

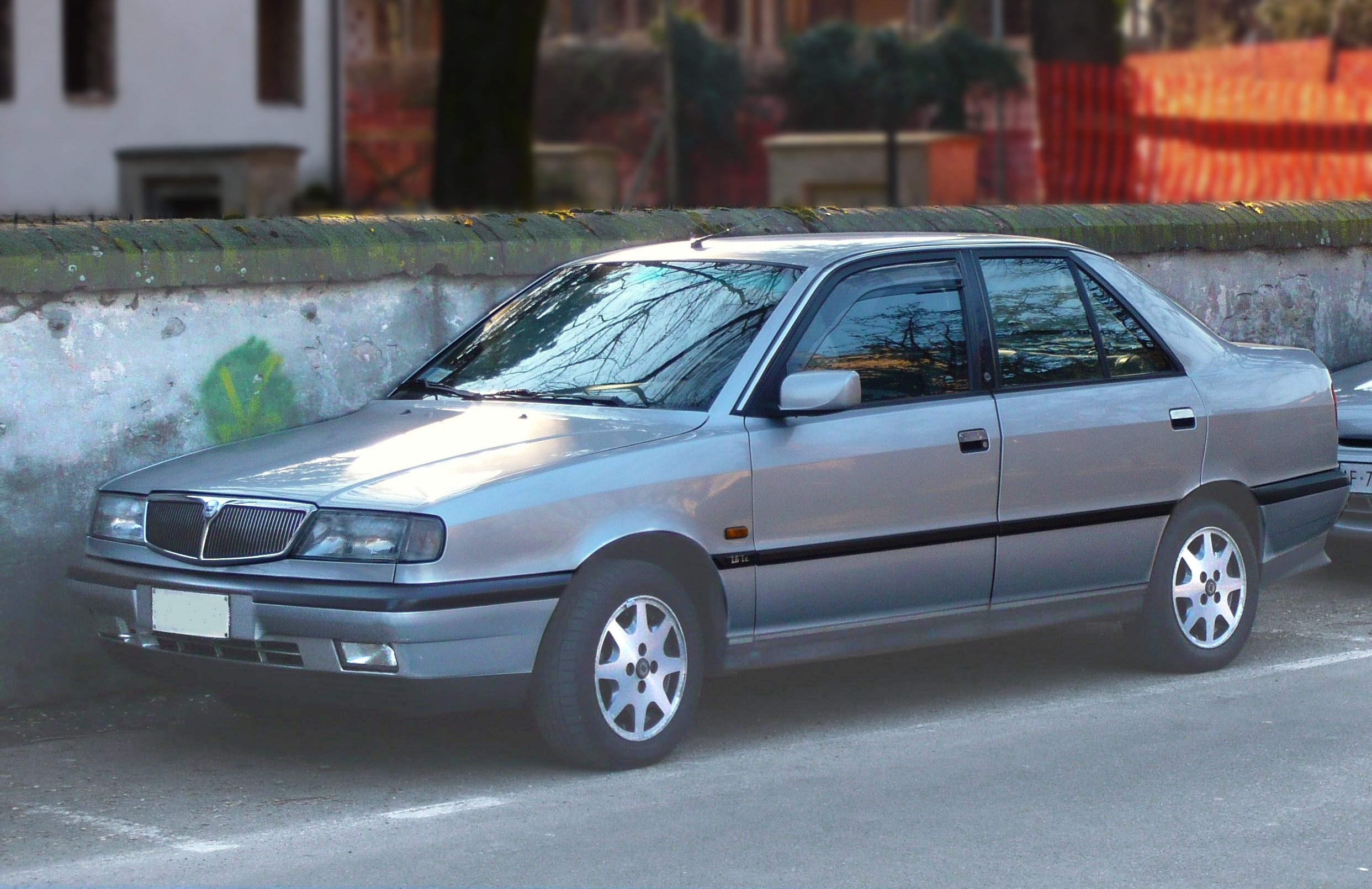
Schwestermodell des Nuova Delta mit Stufenheck: Lancia Dedra

Die seit 1969 zum Fiat-Konzern gehörende Marke Lancia hatte 1979 die erste Version des Kompaktwagens Delta (Tipo 831) eingeführt. Sie hatte die Technik des Fiat Ritmo und eine kantige, von Giorgio Giugiaro gestaltete Karosserie. Drei Jahre später erschien die Stufenheckversion Prisma mit vergleichbarer Technik.
1988 führte Fiat auf maßgebliche Verantwortung des Managers Vittorio Ghidella die Plattform Tipo Due ein, die im folgenden Jahrzehnt die Basis nahezu aller Kompaktmodelle des Konzerns bildete. Der erste Tipo-Due-Ableger war der Fünftürer Fiat Tipo, der zweite die 1989 präsentierte Stufenhecklimousine Lancia Dedra, die den bisherigen Prisma ersetzte. Obwohl sich der moderne Dedra schnell etablierte und dem Unternehmen Gewinne brachte, schob Lancia zunächst keine Kombilimousine auf gleicher Basis nach. Stattdessen blieb die erste Serie des Delta bis 1993 – in einigen Sonderversionen sogar bis 1994 – im Programm. Sie verkaufte sich weiterhin gut, nicht zuletzt wegen der Werbewirksamkeit zahlreicher Rallye-Erfolge des Integrale und seiner Varianten.
Die Entwicklung der zweiten Delta-Generation begann erst 1988, als der Viertürer Dedra bereits serienreif war. Als Basis wurde Fiats Tipo-Due-Plattform herangezogen. Das Auto debütierte nach viereinhalbjähriger Entwicklungszeit im Frühjahr 1993. Die vergleichsweise lange Entwicklungszeit führte dazu, dass der Delta einige Sicherheitsmerkmale von Beginn an aufwies, die der ältere Fiat Tipo erst mit Verzögerung erhalten hatte. Während seiner knapp siebenjährigen Produktionszeit wurde der Nuova Delta nur geringfügig verändert. Im Laufe der Jahre kamen eine zweite Karosserievariante und verschiedene Motorisierungen hinzu. Zum Ende der Dekade galt der mit seiner Technik auf die 1980er-Jahre zurückgehende Delta als „veraltet“; die Verkaufszahlen gingen zuletzt deutlich zurück.
Die Fertigung endete im Spätsommer 1999. Der Abverkauf der letzten Fahrzeuge dauerte bis 2000. Insgesamt war der Nuova Delta weitaus weniger erfolgreich als der Dedra mit Stufenheckkarosserie: Bis 1999 baute Lancia mehr als dreimal so viele Dedras wie Deltas. Nach seiner Produktionseinstellung erhielt der Nuova Delta nicht unmittelbar einen Nachfolger. Seine Position in der Modellpalette nahm nach Lancias Vorstellung einige Jahre die Stufenhecklimousine Lybra ein, die auch den Dedra ersetzte. Erst 2008 führte Lancia mit der intern Tipo 844 genannten Kombilimousine die dritte Generation des Delta ein.

## Modellbeschreibung

### Karosserie und Innenraum

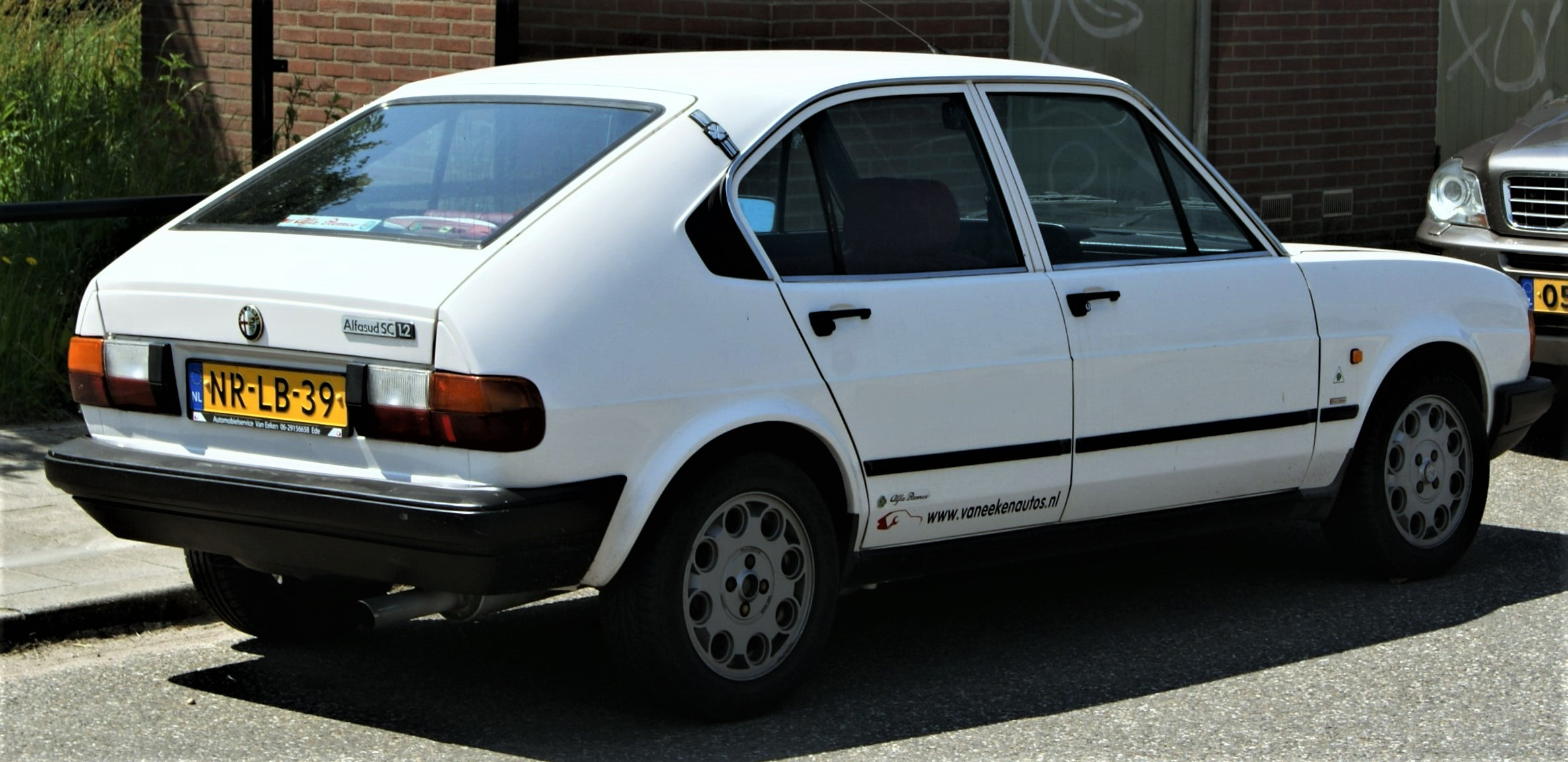
Stilistisches Vorbild des Nuova Delta: Alfa Romeo Alfasud

Der Nuova Delta hat eine selbsttragende Karosserie aus Stahlblech. Von Produktionsbeginn an gehörten einige sicherheitsrelevante Merkmale, wie eine versteifte Karosserie und Seitenaufprallschutz in den Türen, zur Serienausstattung, die dem Fiat Tipo in den ersten Baujahren gefehlt hatten.
Die Form des zunächst nur als Fünf- und ab 1995 außerdem auch als Dreitürer angebotenen Nuova Delta gestaltete das Turiner I.DE.A Institute unter der Leitung von Ercole Spada in Zusammenarbeit mit dem Centro Stile Lancia. Der Aufbau gilt in stilistischer Hinsicht als eine Wiederbelebung des Alfa Romeo Alfasud, der in Italien auch 10 Jahre nach seiner Produktionseinstellung noch hohes Ansehen genoss. Insbesondere der hohe Heckabschluss mit kurzem Überhang, die mit geringer Neigung auslaufende Dachlinie und die Kunststoffblenden in der C-Säule, die das Türprofil des Alfasud stilisiert wiedergeben, werden als Designzitate verstanden. Andererseits hat der Delta 836 zahlreiche Gleichteile mit zeitgenössischen Lancia-Modellen. Die Türen der fünftürigen Version, die Windschutzscheibe und die Seitenfenster teilt er sich mit dem ebenfalls bei I.DE.A entworfenen Lancia Dedra. Die Frontpartie ist stärker geneigt als beim Dedra. Der Delta hat eigenständige Breitbandscheinwerfer von Bosch; zwischen ihnen befindet sich die Kühleröffnung, die in ein stilisiertes Lancia-Wappen eingefasst ist. Die Basisversionen haben einen glatten Heckabschluss, während die stärker motorisierten Modelle werksseitig mit einem in Wagenfarbe lackierten Spoiler unterhalb der Heckscheibe ausgestattet sind. Sein Profil zeigt die Linien einer Sicke am Heckabschluss der zweiten Serie des Alfasud (1980–1983). Die horizontal angeordneten Rückleuchten wurden ab 1997 auch beim hochpreisigen Kappa Coupé eingebaut. Besonderes Gestaltungsmerkmal einzelner Versionen sind verbreiterte vordere Kotflügel, die an die Sportversionen des Vorgängers erinnern. Sie sind bei den drei- und fünftürigen Versionen des Spitzenmodells Delta HF sowie bei allen Deltas mit Dieselmotor verbaut.
Während zahlreiche Schalter und Bedienungseinrichtungen im Innenraum aus dem Fiat-Sortiment stammen, hatte der Armaturenträger des Delta anfänglich kein Gegenstück in einem anderen Mitglied der Tipo-Due-Familie. Er verläuft geschwungen über die gesamte Innenraumbreite. Die Instrumente sind darin horizontal nebeneinander angeordnet. Ab Ende 1997 wurde im Schwestermodell Lancia Dedra das gleiche Armaturenbrett verbaut. Die Sitzbezüge der einfacheren Modelle sind aus Stoff; gegen Aufpreis – bei den höherwertigen Varianten teilweise auch serienmäßig – waren Bezüge aus Alcantara bzw. aus Stoff-Alcantara- oder Leder-Alcantara-Kombinationen erhältlich. Alle Delta-Varianten haben eine geteilt umklappbare Rücksitzlehne.

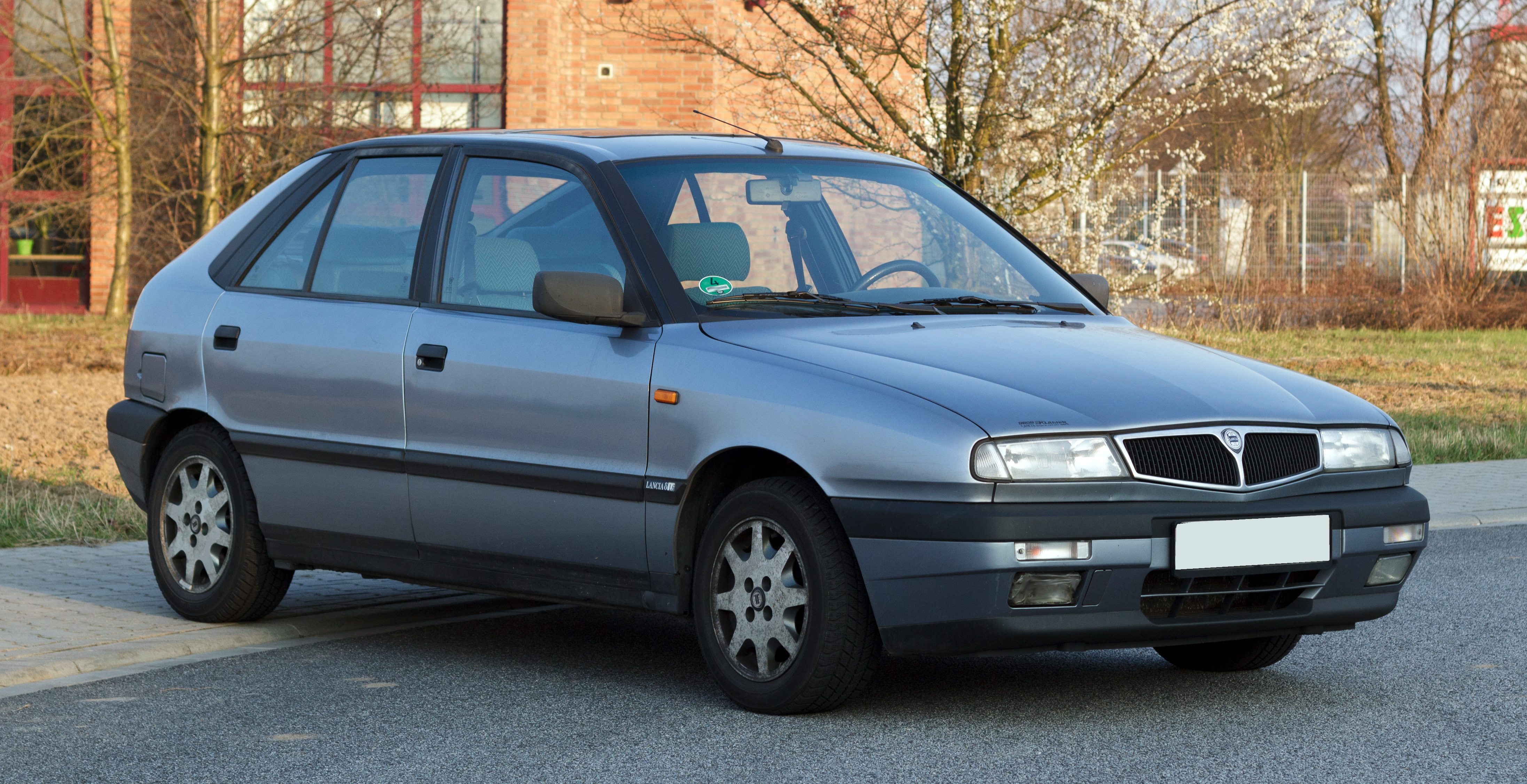
Lancia Delta 1.6
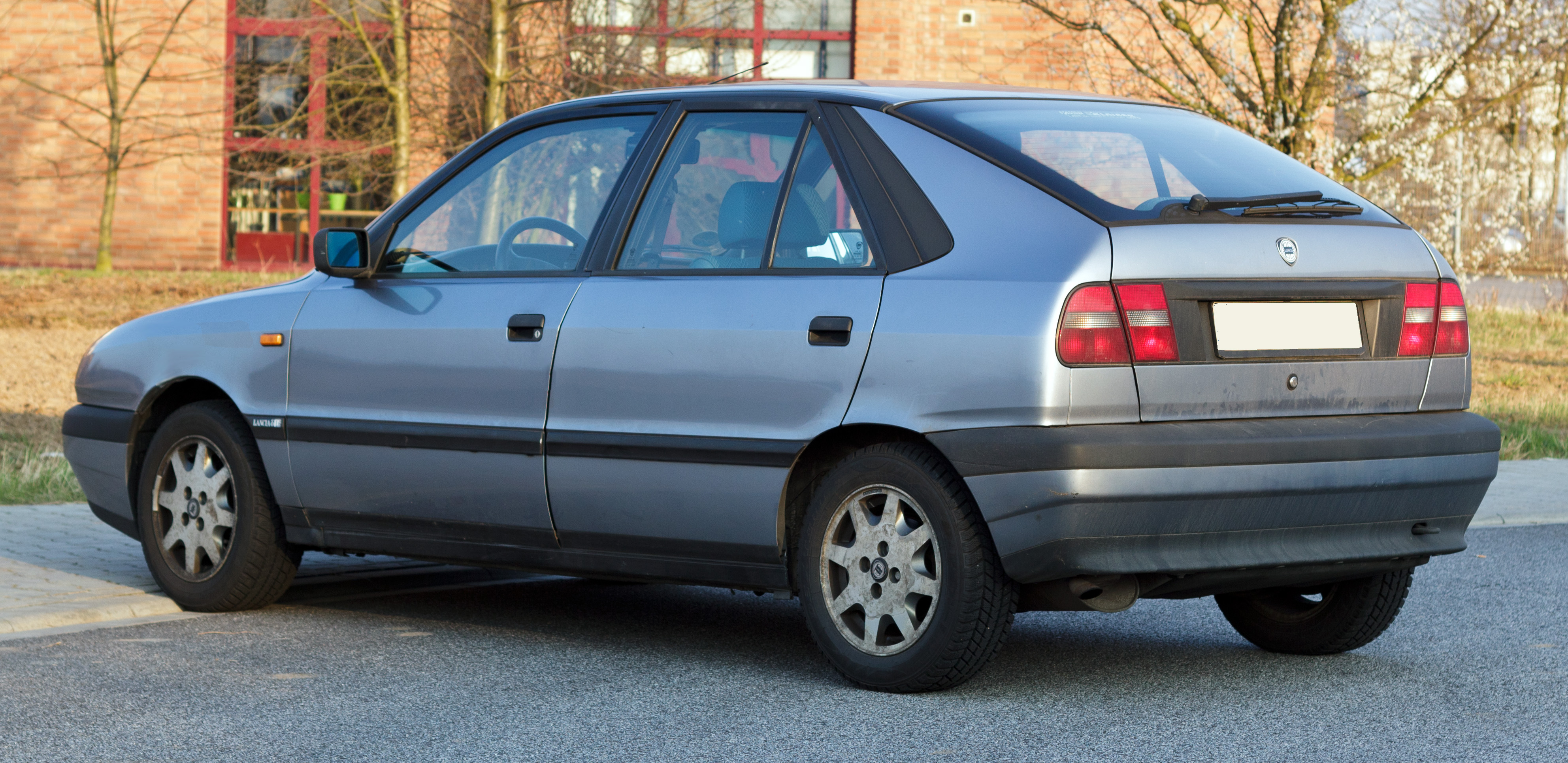
Ohne Spoiler: Heckpartie der Basisversionen
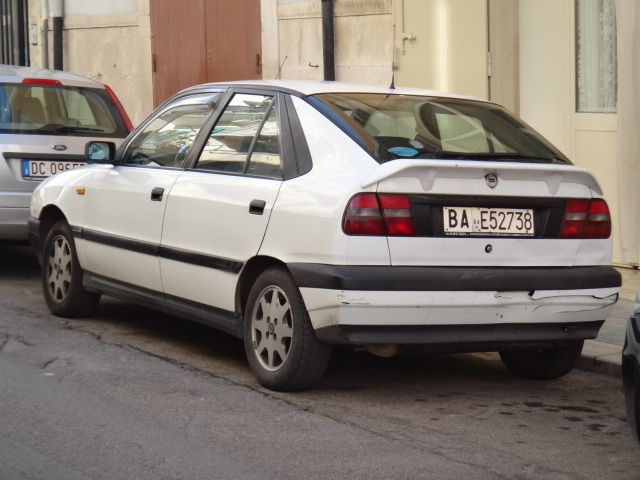
Heckpartie mit Spoiler
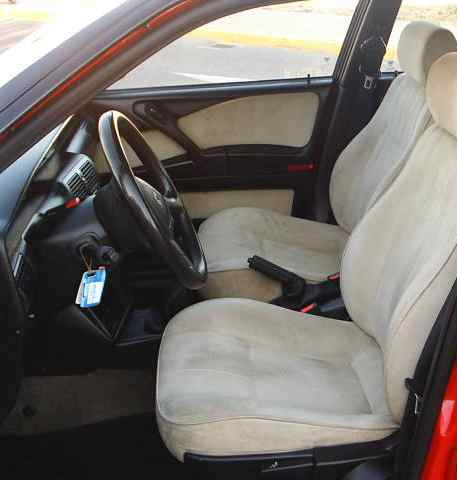
Interieur: Standardsitze mit optionalem Alcantara-Bezug
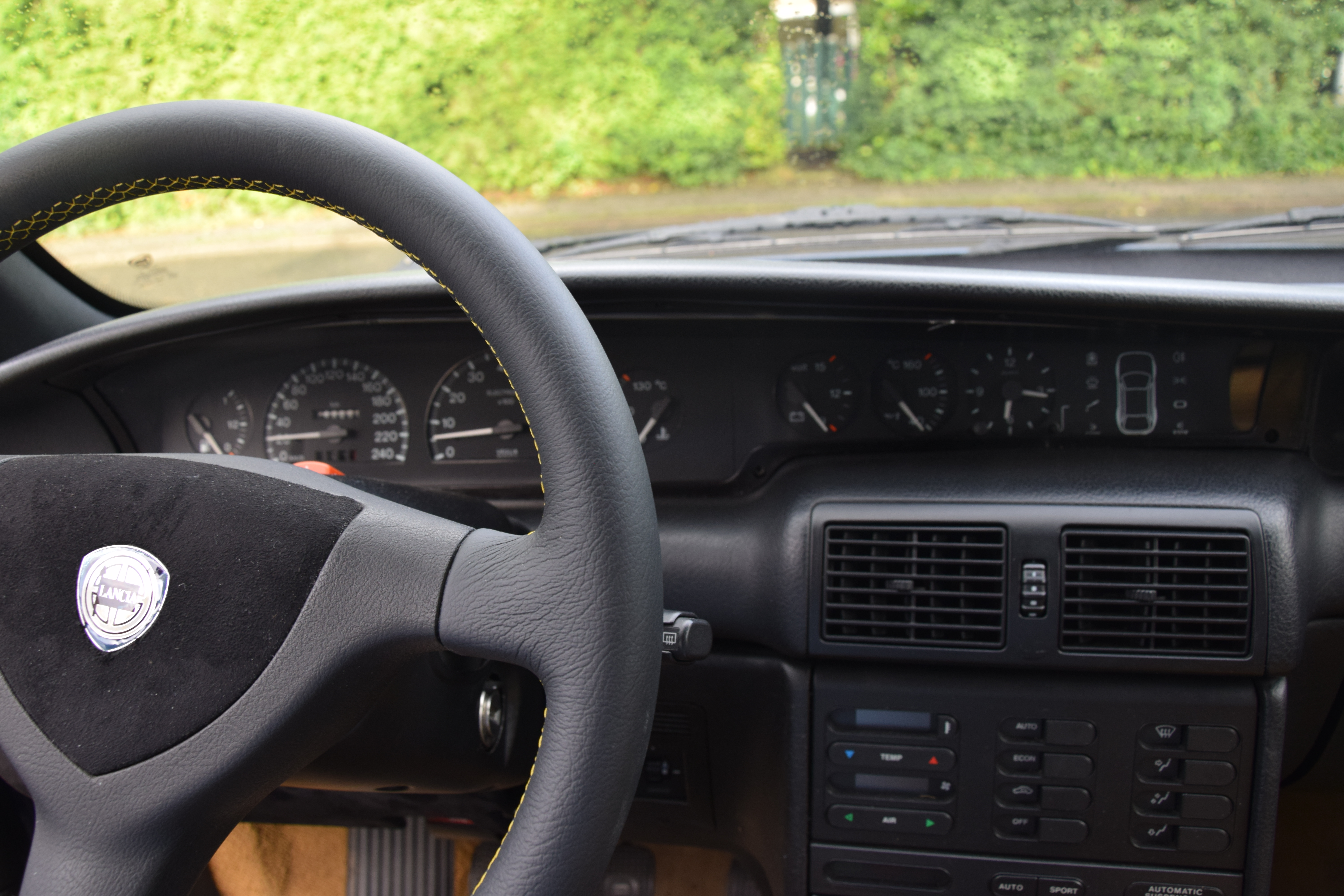
Instrumententräger

### Motoren und Kraftübertragung

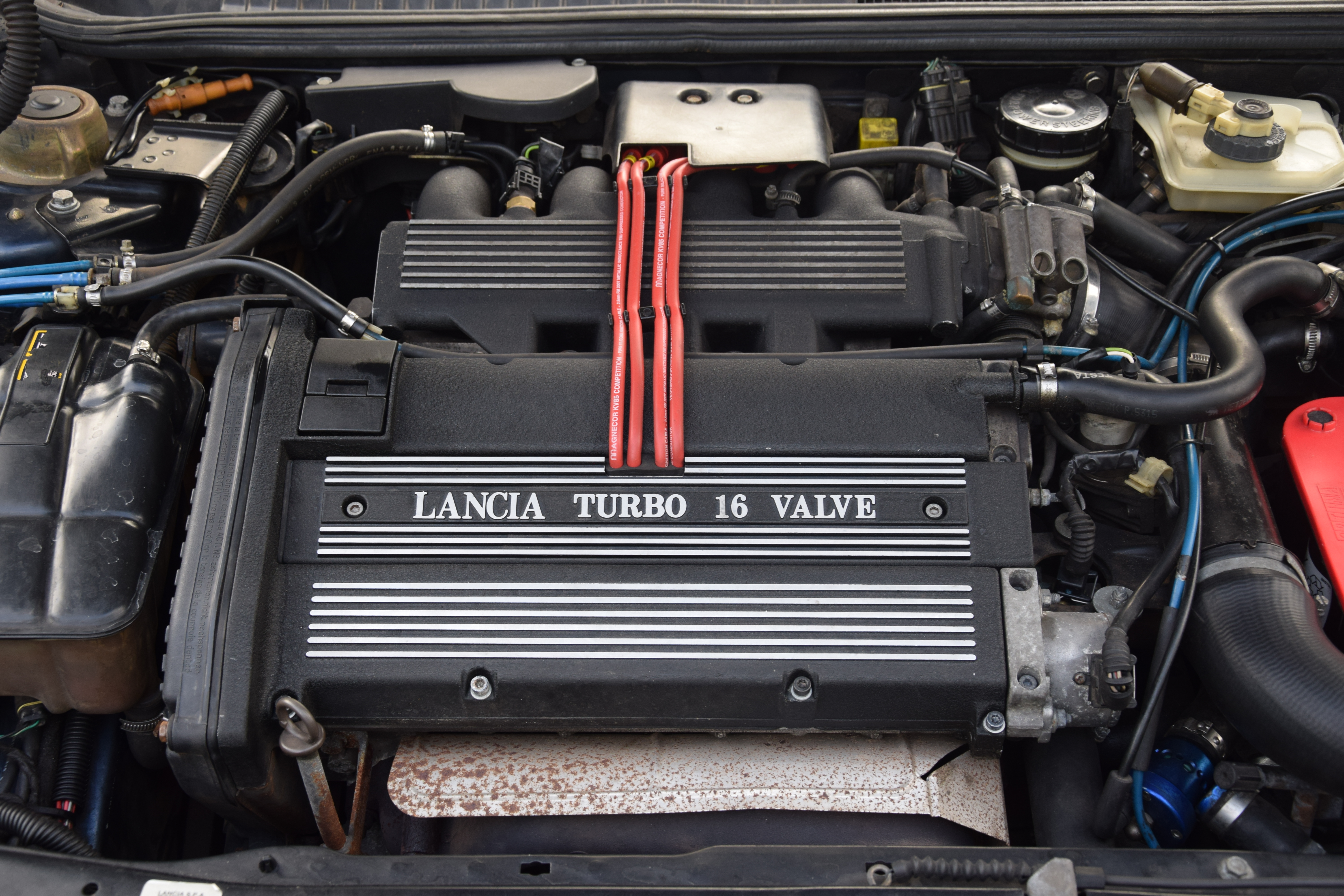
Fiats Twin-Cam-Motor mit 2,0 Liter Hubraum, 16 Ventilen und Turboaufladung im Delta HF 2.0 Turbo LS (1994)

Der Delta wurde mit verschiedenen Vierzylindermotoren aus dem Fiat-Programm angeboten, die meisten davon waren Ottomotoren.
Alle Ottomotoren haben eine elektronische Benzineinspritzung und waren im Laufe des Produktionszeitraums mit unterschiedlichen Leistungsstufen erhältlich.
- Basismotorisierung waren zwei Ableger des Fiat-128-SOHC-Motors mit 1,4 bzw. 1,6 Liter Hubraum. Die 1,4-Liter-Version, die 55 kW (75 PS) leistet, wurde nur kurzzeitig auf ausgewählten Märkten mit Blick auf die dortigen Steuergesetze angeboten. In Deutschland war sie nicht erhältlich. Auf den meisten Märkten war stattdessen die 1,6-Liter-Version die Einstiegsmotorisierung. Es gab sie wahlweise mit acht und mit 16 Ventilen. Die Leistungsspanne reicht von 55 kW (75 PS) bis 76 kW (103 PS).
- Die mittlere Motorisierung war eine 1,8 Liter große Variante von Fiats Pratola-Serra-Konstruktion. Auch hier waren jedenfalls anfänglich alternativ Ausführungen mit acht und 16 Ventilen erhältlich. Die Motorleistung beträgt 66 kW (90 PS) bis 96 kW (131 PS).
- Die Spitzenmodelle werden von 2,0 Liter großen Ausführungen des von Aurelio Lampredi konstruierten Fiat Twin-Cam-Motors mit zwei obenliegenden Nockenwellen angetrieben, die mit und ohne Turboaufladung erhältlich waren. Die leistungsstärksten Ausführungen mit bis zu 142 kW (193 PS) trugen die Zusatzbezeichnung HF.

Außerdem war ab dem zweiten Produktionsjahr des Delta ein 1,9 Liter großer Turbodiesel mit vier Zylindern erhältlich, der sich insbesondere in Südeuropa gut verkaufte.
| Motoren des Lancia Delta 836 | Motoren des Lancia Delta 836 | Motoren des Lancia Delta 836 | Motoren des Lancia Delta 836 | Motoren des Lancia Delta 836 |
| Modell                       | Zylinder                     | Hubraum                      | Leistung                     | Bauzeit                      |
| Ottomotoren                  | Ottomotoren                  | Ottomotoren                  | Ottomotoren                  | Ottomotoren                  |
| ---------------------------- | ---------------------------- | ---------------------------- | ---------------------------- | ---------------------------- |
| 1.4 i. e.                    | 4                            | 1372 cm³                     | 55 kW (75 PS)                | 1993–1995                    |
| 1.6 i. e.                    | 4                            | 1581 cm³                     | 55 kW (75 PS)                | 03/1993–08/1999              |
| 1.6 i. e. 16V                | 4                            | 1581 cm³                     | 66 kW (90 PS)                | 03/1993–08/1999              |
| 1.6 i. e. 16V                | 4                            | 1581 cm³                     | 76 kW (103 PS)               | 03/1996–08/1999              |
| 1.8 i. e.                    | 4                            | 1756 cm³                     | 66 kW (90 PS)                | 07/1994–02/1996              |
| 1.8 i. e. 16V                | 4                            | 1747 cm³                     | 83 kW (113 PS)               | 03/1996–08/1999              |
| 1.8 i. e. 16V                | 4                            | 1747 cm³                     | 96 kW (131 PS)               | 03/1996–08/1999              |
| 2.0 16V                      | 4                            | 1995 cm³                     | 102 kW (139 PS)              | 03/1993–08/1999              |
| 2.0 16V HF                   | 4                            | 1995 cm³                     | 137 kW (186 PS)              | 03/1993–02/1996              |
| 2.0 16V HF                   | 4                            | 1995 cm³                     | 142 kW (193 PS)              | 06/1996–08/1999              |
| Dieselmotor                  |                              |                              |                              |                              |
| 1.9 TD                       | 4                            | 1929 cm³                     | 66 kW (90 PS)                | 10/1994–08/1999              |

Die Kraftübertragung übernimmt ausnahmslos ein handgeschaltetes Fünfganggetriebe. Ein Automatikgetriebe war – anders als bei der Stufenheckversion Dedra – während der gesamten Produktionsdauer nicht lieferbar.

### Fahrwerk
Der Nuova Delta hat rundum Einzelradaufhängung. Die vordere Radaufhängung besteht aus Querlenkern und MacPherson-Federbeinen, dazu ein Querstabilisator. Hinten sind Längslenker (Schwingen), Schraubenfedern und ein Querstabilisator eingebaut. Diese Struktur ist bei allen Varianten gleich, nur beim Delta HF mit dem stärksten Motor sind einige Teile wie die vorderen Querlenker verstärkt. Nahezu alle Delta-Ausführungen haben serienmäßig Scheibenbremsen vorn und hinten. Ausnahmen sind die 1,4-Variante und die 1,6-Liter-Version mit acht Ventilen und ohne ABS mit Trommelbremsen hinten.

### Modellpflege

#### 1996

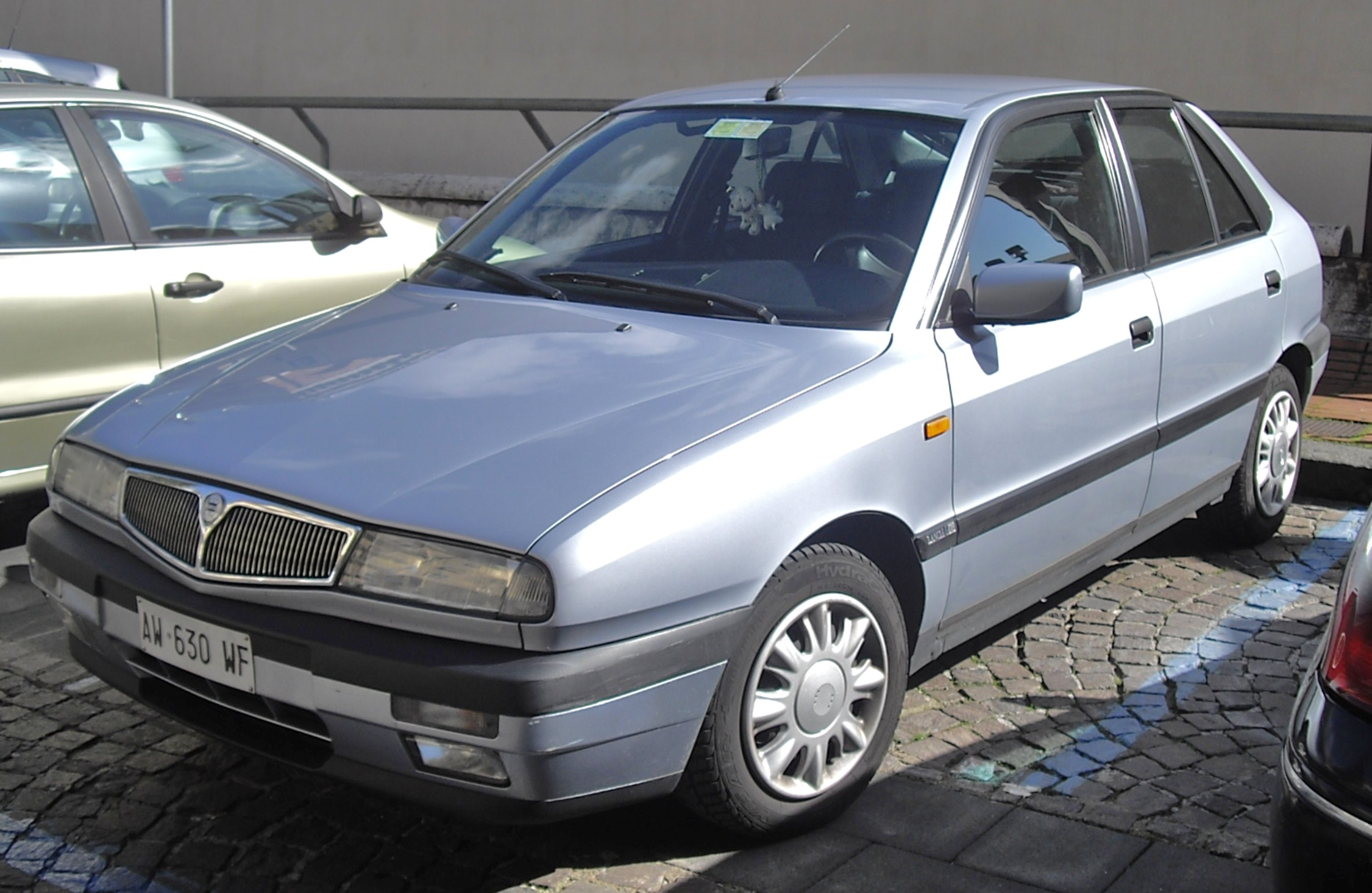
In Wagenfarbe lackierte Außenspiegel und A-Säulen: Facelift von 1996

Eine erste Überarbeitung des Delta nahm Lancia zum Modelljahr 1996 vor. Äußerlich sind diese Varianten vor allem durch Außenspiegel und A-Säulen zu erkennen, die im Gegensatz zum ursprünglichen Delta nicht mehr schwarz, sondern in Wagenfarbe lackiert sind. Der Kühlergrill der Versionen mit dem einfachen Grill mit senkrechten Streben erhielt statt schwarzer nun solche in chromfarben.

#### 1998
1998 wurde die Karosserie des Delta erneut optisch überarbeitet. Die Oberseiten der Stoßstangen, die seitlichen Stoßleisten sowie die Kunststoffblenden hinter den Hecktüren und an der Heckklappe, die bislang schwarz waren, sind bei den Modellen der letzten beiden Baujahre einheitlich in Wagenfarbe lackiert. Die Rückleuchten haben einen roten Grundton. Die Auswahl der Sitzpolsterungen wurde bei den Fünftürern gestrafft; komplette Alcantara-Ausstattungen, die bis dahin wahlweise in sechs verschiedenen Ausführungen erhältlich waren, entfielen zugunsten standardisierter Sitzbezüge aus einer Stoff-Alcantara-Kombination.

## Delta HPE

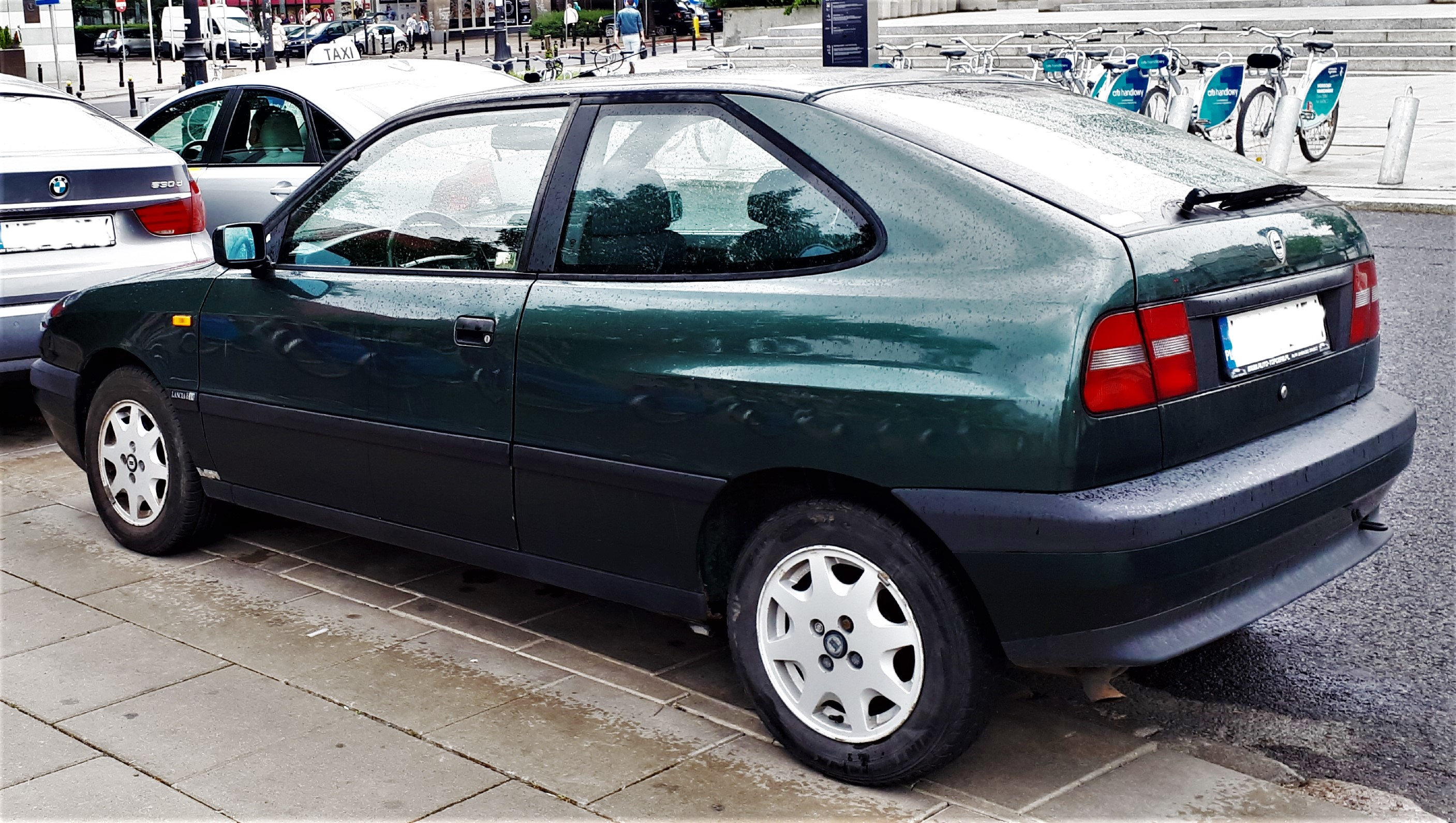
Mit hinteren Kotflügelverbreiterungen: dreitüriger Lancia Delta HPE

Auf dem Genfer Auto-Salon 1995 stellte Lancia die dreitürige Version des Delta vor. Sie erhielt in Anlehnung an das von 1975 bis 1984 produzierte Kombicoupé Beta HPE die Zusatzbezeichnung HPE (für High Performance Executive).
Der HPE war abgesehen vom 1,4-Liter-Vierzylinder mit allen Motoren erhältlich, die bei den zeitgenössischen fünftürigen Deltas angeboten wurden. Die Front- und die Heckpartie des Delta HPE stimmen mit denen der fünftürigen Deltas überein; an den Wagenflanken ist die Gestaltung hingegen eigenständig. Die Türen sind breiter als die Vordertüren der Fünftürer. Im Gegensatz zu ihnen haben alle HPE außerdem hintere Kotflügelverbreiterungen. Ausgestellte Vorderkotflügel hatten dagegen – analog zum Fünftürer – bis 1998 nur die beiden leistungsstärksten Modelle 16V und HF sowie der HPE mit Dieselmotor, während die Basisversion des HPE mit den Standardkotflügeln der Fünftürer ausgestattet war. Erst im Rahmen des letzten Facelifts von 1998 erhielten alle HPE-Varianten unabhängig von ihrer Motorisierung ausgestellte vordere Kotflügel.

## Delta HF Turbo

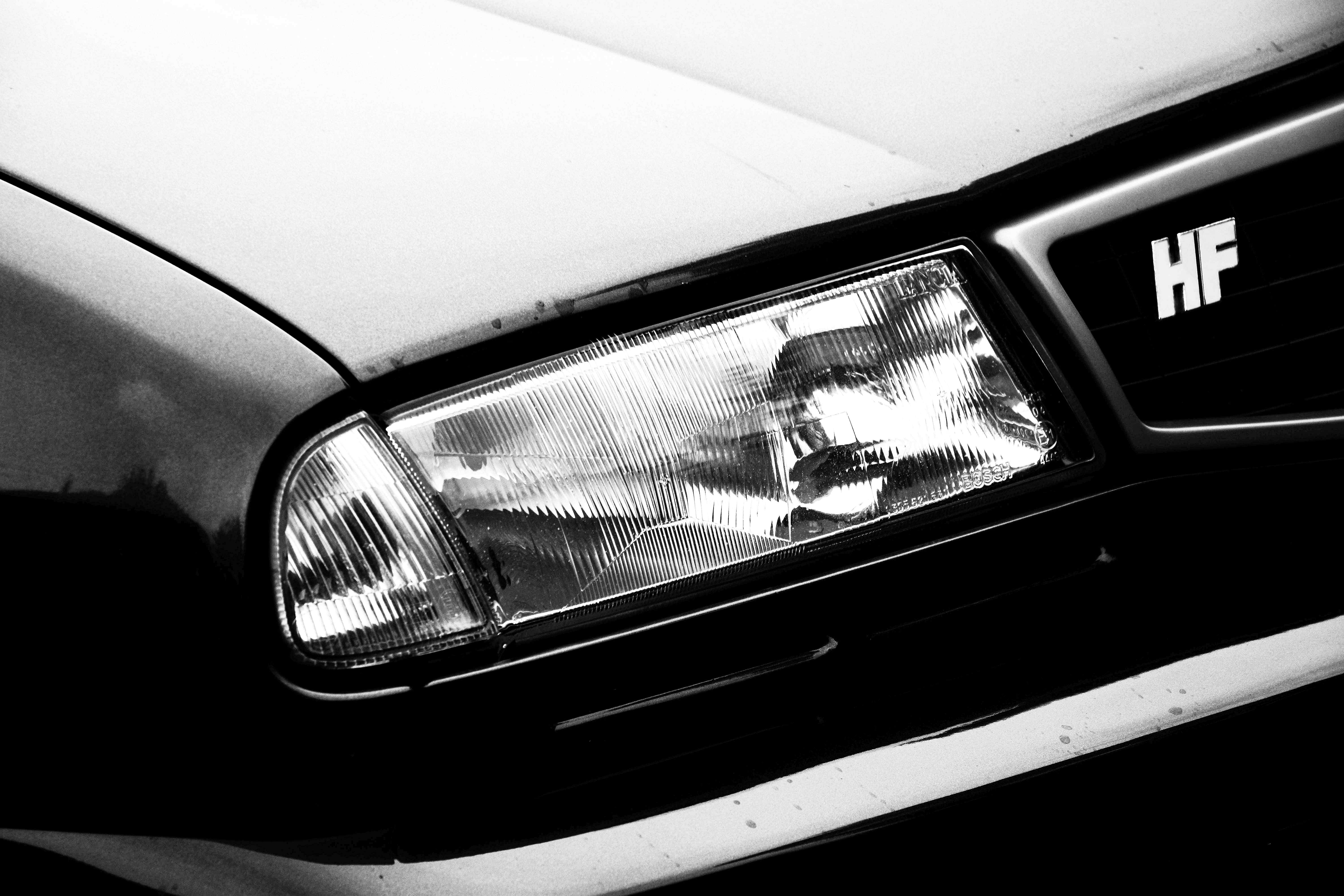
HF-Logo in der Kühlermaske

Das Spitzenmodell des Nuova Delta trägt wie schon bei der ersten Delta-Generation die Zusatzbezeichnung HF. Es ist mit einem 2,0 Liter großen Reihenvierzylindermotor mit 16 Ventilen und einem Turbolader ausgestattet. Die HF-Versionen haben ein Overboost, der unter Volllast kurzzeitig den Ladedruck des Turboladers erhöht, sodass das Drehmoment um etwa 10 % ansteigt. Zu den technischen Besonderheiten gehören außerdem ein Sperrdifferenzial sowie elektronisch verstellbare Stoßdämpfer an den Vorder- und Hinterrädern. Anders als die HF-Version des alten Delta 831 war der neue Delta HF Turbo ausschließlich mit Frontantrieb erhältlich; Allradantrieb („Integrale“) wurde nicht angeboten, auch wenn er bei der entsprechend motorisierten Spitzenversion der Stufenhecklimousine Dedra wie auch im Dedra Kombi wahlweise verfügbar war.

### Erste Serie (1993 bis 1996)
Die erste HF-Serie wurde von 1993 bis Februar 1996 produziert. Sie basiert auf dem fünftürigen Delta. Ein wesentlicher äußerlicher Unterschied sind die Kotflügelverbreiterungen vorn; die hinteren Kotflügel entsprechen hingegen den anderen Delta-Versionen. Ausschließlich beim HF gab es zudem Lufteinlässe unter den Scheinwerfern sowie eine tiefer gezogene Frontschürze. Serienmäßig hat er einen Heckspoiler in Wagenfarbe. In der ersten HF-Version leistet der Motor 137 kW (186 PS). Das Auto erreicht eine Höchstgeschwindigkeit von 225 km/h. Von dieser Ausführung entstanden in zweieinhalb Jahren insgesamt 3155 Fahrzeuge.

### Zweite Serie (1996 bis 1999)
Die zweite Serie des Delta HF wurde 1996 eingeführt und blieb bis zur Produktionseinstellung des Nuova Delta 1999 im Programm. Sie war ausschließlich als Dreitürer erhältlich. Die Motorleistung stieg auf 142 kW (193 PS); im Übrigen blieb die Technik unverändert. Lancia bot zeitweise auch Sondermodelle an. So gab es 1996 den Delta HPE EVO 500 mit Sportpaket. Es kostete 4500 DM Aufpreis, war tiefergelegt und hatte unter anderem Front- und Heckschürze, Leichtmetallfelgen und Carbonverkleidungen im Innenraum. Insgesamt baute Lancia von der HPE-Version des HF 2445 Exemplare.

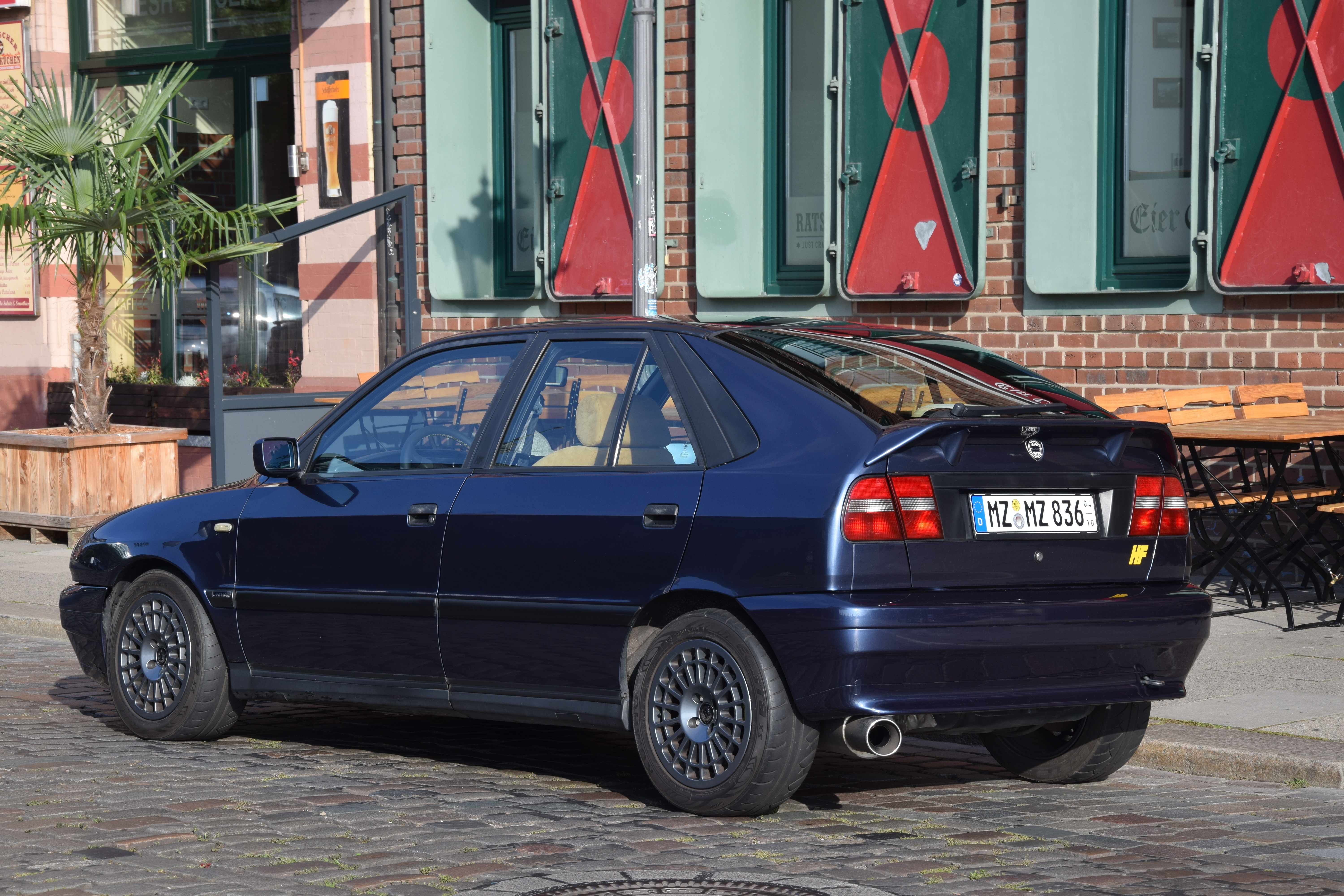
Ohne hintere Kotflügelverbreiterung: fünftüriger Delta HF (1993–1996)
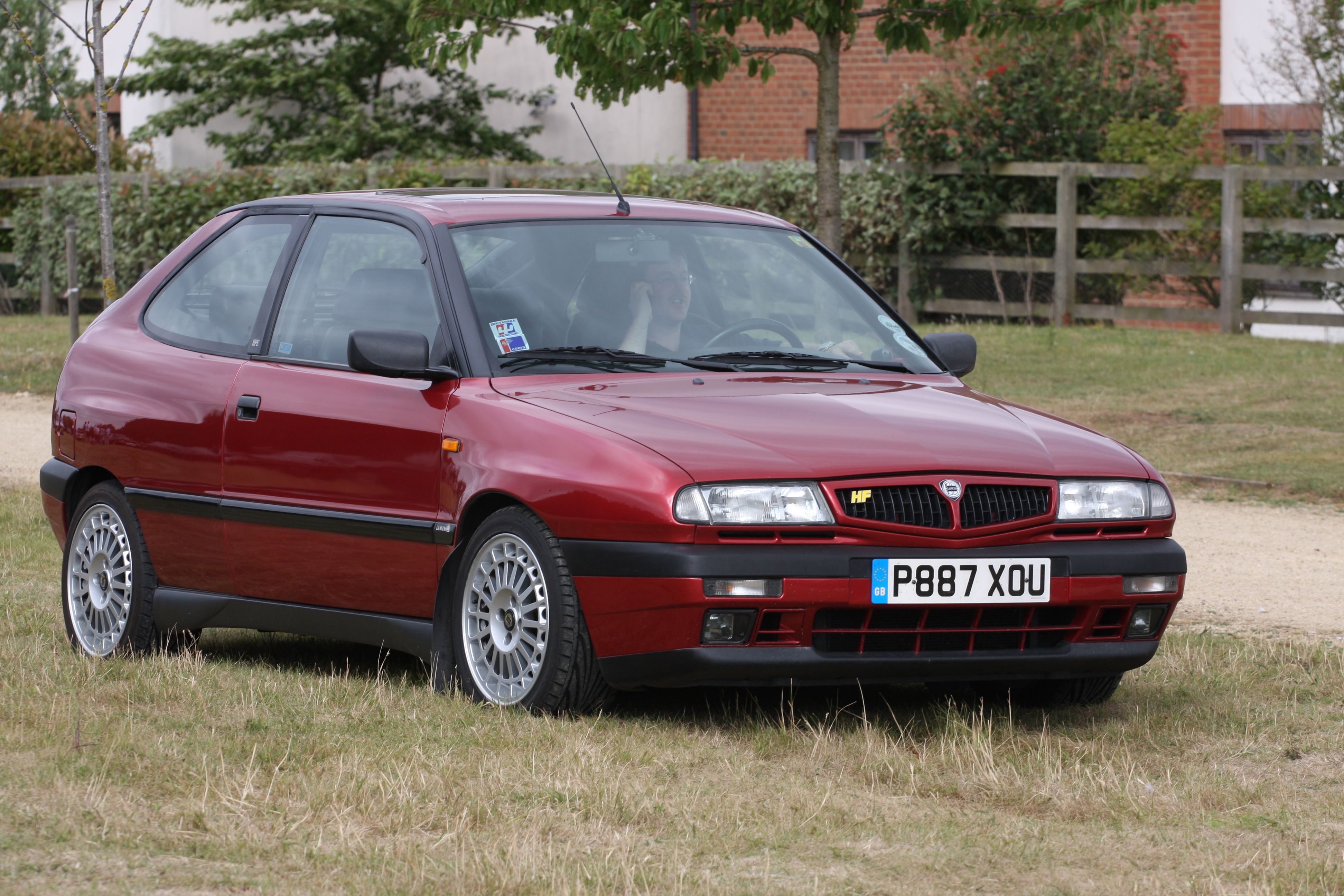
Lancia Delta HPE HF (1996–1999)
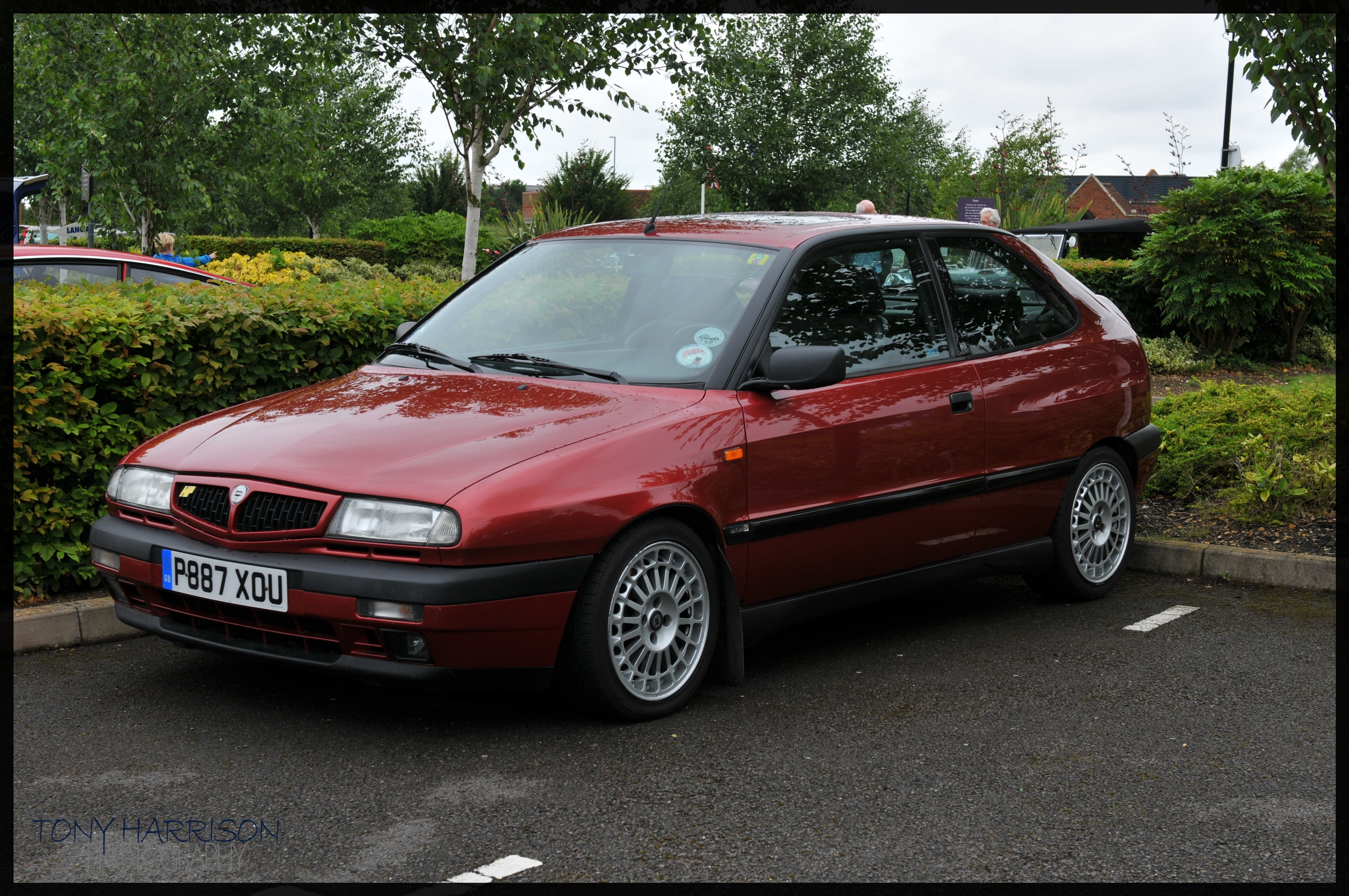
Lancia Delta HPE HF (1996–1999)
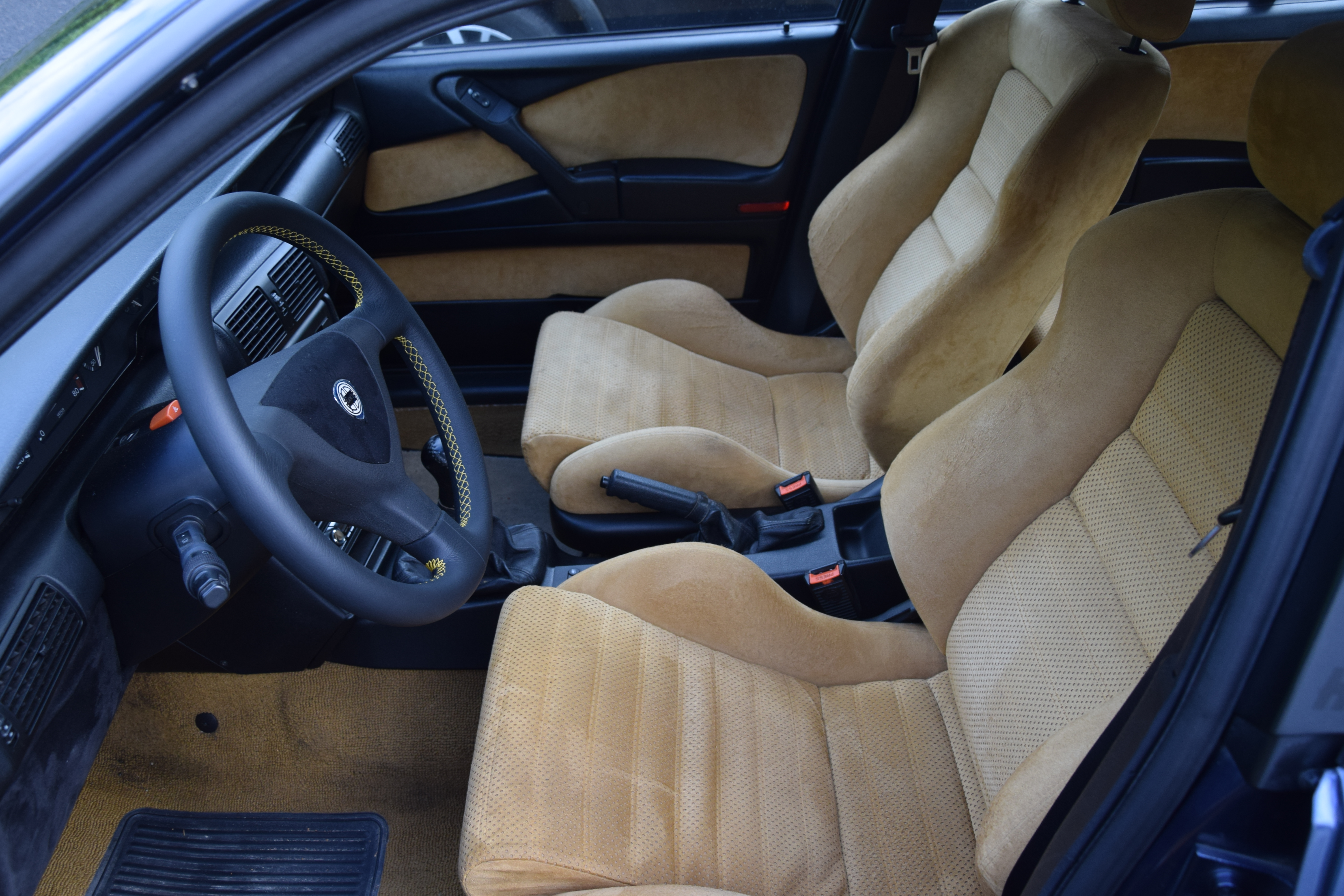
Mit Recaro-Sitzen: Delta HF

## Produktion

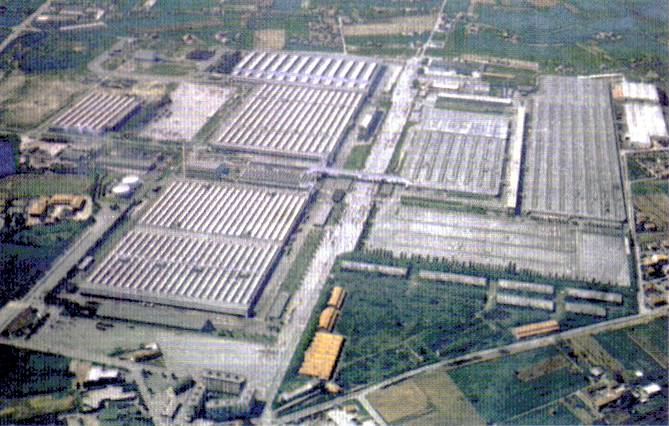
Produktionsstätte von 1994 bis 1999: Fiats Rivalta-Werk

Im Gegensatz zu seinem Vorgänger wurde der Nuova Delta nicht in Lancias eigenen Produktionsanlagen gebaut. Während der Delta 831 sowie die ersten Versionen des Dedra noch im Lancia-Werk Chivasso bei Turin entstanden, lief der Nuova Delta in seinem ersten Produktionsjahr bei Alfa Romeo im süditalienischen Pomigliano d’Arco vom Band, bevor die Fertigung 1994 zu Fiats Turiner Rivalta-Werk verlegt wurde.
Von 1993 bis 1999 entstanden, alle Versionen zusammengefasst, 137.743 Fahrzeuge der Baureihe Lancia Delta 836; annähernd die Hälfte davon entfiel auf die 1,6-Liter-Version.
| Produktionszahlen         | Produktionszahlen | Produktionszahlen |
| Motorisierung             | Fünftürer         | Dreitürer HPE     |
| ------------------------- | ----------------- | ----------------- |
| 1,4 i.e.                  | 11.654            |                   |
| 1,6 i.e. und 1,6 i.e. 16V | 65.420            | 3.065             |
| 1,8 i.e. und 1,8 i.e. 16V | 16.185            | 1.909             |
| 2,0 16V                   | 4.339             | 1.825             |
| HF 2,0 Turbo              | 3.155             | 2445              |
| 2,0 Turbodiesel           | 16.487            | 11.259            |

## Preise
Bei der Markteinführung in Deutschland im Frühjahr 1993 lag der Listenpreis des Delta mit der schwächsten Motorisierung (1,6 i.e.) bei 25.700 DM, die 1,8-Liter-Version kostete 30.800 DM. Er war damit etwa 3000 DM teurer als ein vergleichbar motorisierter VW Golf und 4000 DM teurer als ein Fiat Tipo. Der Preis für die Spitzenversion HF 2.0 Turbo LS lag mit 43.500 DM etwa 1000 DM über dem geringfügig schwächeren VW Golf VR6. Auch die entsprechend motorisierte Spitzenversion des viertürigen Lancia Dedra, die außerdem mit Allradantrieb ausgestattet war, war 1000 Euro günstiger als der Delta HF. Die ab 1995 angebotenen dreitürigen HPE-Versionen waren jeweils etwa 1.000 DM günstiger als die Fünftürer.

## Tuning
Der Augsburger Tuner Holzer bot 1994 eine leistungsgesteigerte Version des fünftürigen Delta HF 2.0 Turbo LS an. Durch erhöhten Ladedruck und einen neuen Fächerkrümmer zwischen Zylinderkopf und Turbolader hob Holzer die Leistung des Motors von 186 PS auf 236 PS an. Das Auto erhielt zudem ein Sportfahrwerk mit Komponenten von Eibach. Der Umbau kostete 4370 DM, was annähernd einem Zehntel des Listenpreises für das serienmäßige Ausgangsmodell entsprach. Ein deutscher Testbericht kritisierte die unharmonische Leistungscharakteristik und die „einsetzende Motorleistung im mittleren Drehzahlbereich“; insgesamt bezeichnete der Tester den Holzer-Delta – in Anspielung an den Namen des Tuners – als „ungehobelt“.